# Piratstvo u Somaliji
Piratstvo uz obalu Somalije je prijetnja međunarodnom brodarstvu, još od druge faze somalijskog građanskog rata početkom 21. stoljeća. Još od 2005., mnoge međunarodne organizacije, uključujući i Međunarodnu pomorsku organizaciju i Svjetski program za hranu, izrazili su zabrinutost zbog porasta piratstva. Zbog piratstva su povećane cijene brodskog prometa i ometene su dostava pošiljki hrane jer se 90% te pomoći dovozi morem, te ti brodovi sada trebaju vojnu zaštitu.
Prema izvještajima Ujedinjenih naroda i nekoliko drugih izvora, piratstvo uz obalu Somalije dijelom je uzrokovano nezakonitim ribarenjem i odlaganjem otrovnog otpada u somalijskim vodama. Prema somalijskim ribarima, to je oštro ograničilo sposobnosti mještana da zarade za život i natjeralo je mnoge da se okrenu piratstvu.
Između 2003. – 2004. Somalija je izgubila 100 milijuna dolara zbog nezakonitog izlova tune i škampa u zaštićenom ekološkom pojasu koje su proveli strani brodovi.
Somalijski pirati često otimaju tankere koje oslobađaju nakon što prime otkupninu od njihovih vlasnika. Zbog piratskih napada mnoge brodarske tvrtke unajmljuju pripadnike zaštitarskih tvrtki radi osiguranja svojih brodova koji plove somalijskim vodama. Mnoge države su pojačale mornaričke ophodnje u vodama Indijskog oceana kako bi suzbile piratske napade. Godine 2008. započeta je Operacija Atalanta, vojna operacija članica EU radi sprječavanja i potiskivanja piratstva i oružane pljačke na obalama Somalije.

## Poveznice
- Operacija Atalanta
- Pirati
- Organizirani kriminal

## Vanjske poveznice
- Somalijski pirati opet oteli brod na kojemu je i nekoliko Hrvata
- Godinu dana lova na pirate u Somaliji